# KSC Szekszárd
Actualités
Le KSC Szekszárd (ou Atomerőmű KSC Szekszárd pour des raisons de parrainage) est un club féminin hongrois de basket-ball  évoluant dans la ville de Szekszárd et participant à la plus haute division du championnat hongrois.

## Palmarès
National
- Coupe de Hongrie : 2018